# Illapu
Illapu est un groupe folklorique chilien fondé en 1971 à Antofagasta (nord du Chili). Le nom Illapu vient de la langue quechua.

## Histoire
Le groupe est formé en 1971 à Antofagasta, puis se rend en 1972 à Santiago, où il enregistre son premier disque, Música Andina.
En 1973 le groupe se produit au festival de Viña del Mar, et est considéré comme partie prenante du mouvement néo-folkloriste musical appelé "nueva cancion chilena".
En 1978 ils font leur première tournée en Europe, lors de laquelle ils jouent notamment à l'Olympia de Paris et à l'Auditorium de la Sorbonne.
En 1981 ils sont contraints à l'exil par la dictature Pinochet, qui les considère comme des activistes marxistes, et ne peuvent rentrer au pays après une tournée en Europe et aux États-Unis.
Le groupe séjourne d'abord en France, puis s'établit en 1985 à Mexico.

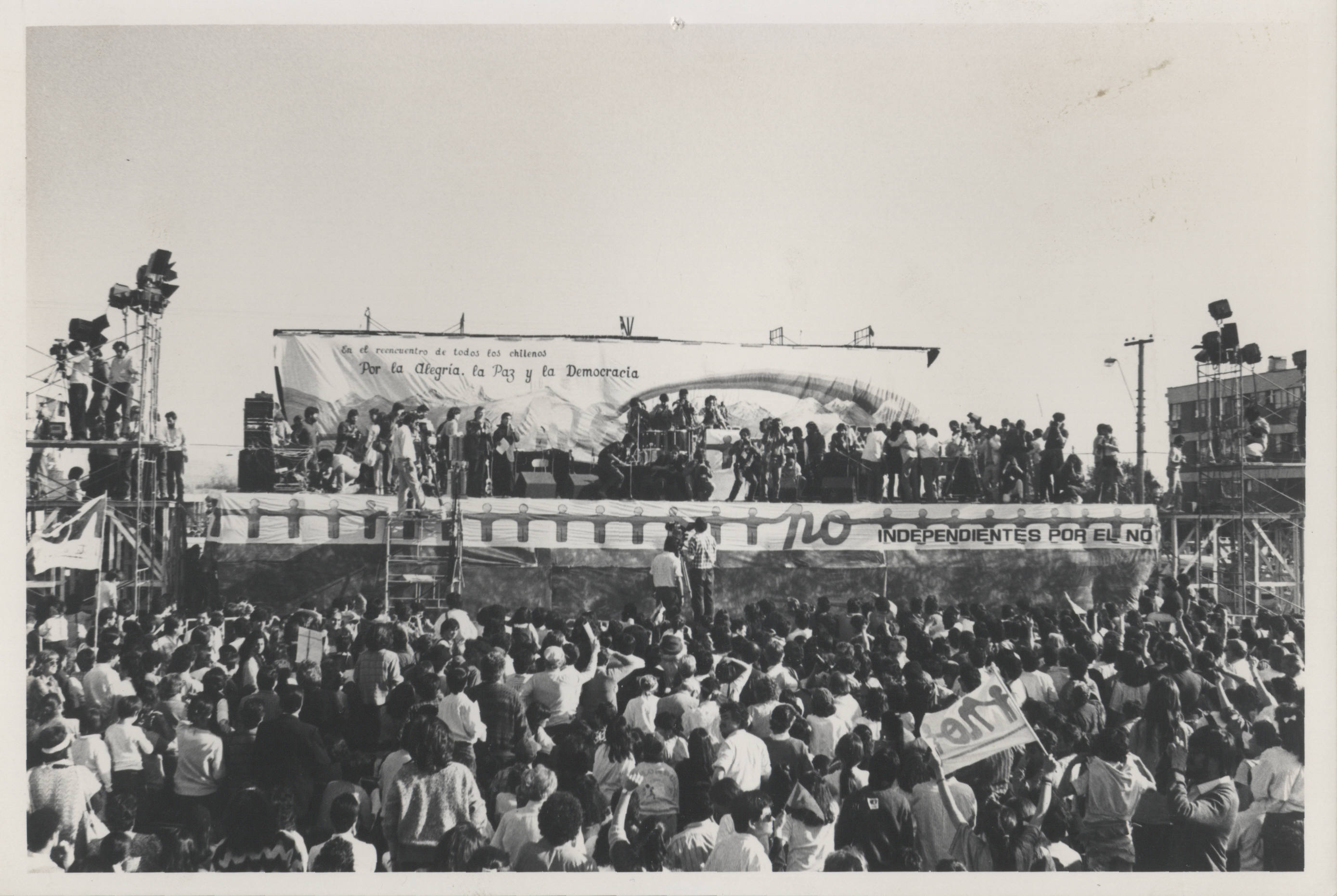
Illapu, rentré d'exil, sur scène pour la campagne du « Non » au Référendum chilien de 1988.

En 1988, la fin de la dictature permet le retour au Chili et le groupe participe à un grand nombre de festivals. Leur popularité demeure forte : ils sont par exemple primés comme « groupe chilien le plus populaire de l'année » en 1993.
Entre 2003 et 2005 le groupe est retourné vivre à Mexico.
Illapu est toujours en activité.

## Discographie
Albums
- Música Andina - 1972
- Chungará - 1975
- Despedida del pueblo - 1976
- Raza Brava - 1977
- Canto vivo - 1978
- El Grito de la raza - 1979
- El canto de Illapu - 1981
- Y es nuestra - 1982
- De libertad y amor - 1984
- ...Para seguir viviendo - 1988
- Vuelvo amor... vuelvo vida - 1991
- En estos días - 1993
- Multitudes - 1995
- Morena Esperanza - 1998
- Illapu - 2002
- Vivir es mucho más - 2006

Live
- Theatre de la Ville - 1980
- En vivo: Parque La Bandera - 1989
- Momentos vividos - 2000
- Illapu 33 - 2005

Compilations
- Divagaciones - 1988 - (réenregistrement de morceaux des années 1970 et 1980)
- De sueños y esperanzas - 1994
- Antología 1971-1982 - 2001
- El grito de la raza - 2001 (Nouvelle version)

DVD
- Illapu 33 - 2005